# Berberis calliantha
Berberis calliantha är en berberisväxtart som beskrevs av Mulligan. Berberis calliantha ingår i släktet berberisar, och familjen berberisväxter. Inga underarter finns listade i Catalogue of Life.